# Muhyi ad-Din Muzaffar Jang Hidayat
Muhyi ad-Din Muzaffar Jang Hidayat (... – Lakkireddipalli, 13 febbraio 1751) fu nizam di Hyderabad dal 1750 al 1751.

## Biografia
Muhyi ad-Din Muzaffar Jang Hidayat nacque da Nawab Talib Muhi ud-din Mutawassil Khan Bahadur (Naib Subedar di Bijapur) e da sua moglie, Sahibzadi Khair un-nisa Begum che era figlia del sovrano Asaf Jah I di Hyderabad.
Egli venne nominato ancora giovanissimo mansab di 3.000 zat e 2.000 sowar e successivamente promosso al comando di 4.000 zat a Bijapur.
Egli fu poi Subadar di Bijapur dopo la morte del padre. Assunta la carica di Viceré del Deccan alla morte di suo zio il 16 dicembre 1750, egli installò la sua sede a Pondicherry, dove egli garantì dei territori e numerosi titoli ai coloni francesi dell'area a partire dal 31 dicembre 1750 con l'intento di soverchiare con questo lo strapotere britannico in India. Egli trattò nello specifico con il celebre Joseph François Dupleix, amministratore delle colonie francesi per conto di Luigi XV di Francia.
Il Nizam si era avvicinato ai francesi con l'intento di richiedere loro un aiuto contro i Maratha, ma malgrado questo egli ebbe la peggio, venne sconfitto e fu costretto a pagare una somma di 6 milioni di rupie ai nemici.
Nella fase finale degli scontri lo stesso Nizam venne ucciso al passo di Lakkireddipalli, quando il Nawab di Kurnool lo trafisse con una lancia, era il 13 febbraio 1751.
Muzaffar Jang aveva regnato per meno di un anno ed aveva avuto nella sua vita un solo figlio, Nawab Muhammad Sa'ad ud-din Khan Bahadur che si trovava ancora minorenne all'epoca della morte del padre. Egli divenne Subedar di Bijapur comunque in quello stesso anno ma morì poco dopo di vaiolo.